# رالی (آیووا)
رالی (به انگلیسی: Raleigh) یک منطقهٔ مسکونی در ایالات متحده آمریکا است که در آیووا قرار دارد. رالی ۴۴۴٫۱ متر بالاتر از سطح دریا واقع شده‌است.